# ジェネラック
ジェネラック（英語：Generac Holdings Inc.）は、住宅、商業、産業市場向けの発電機を製造しているアメリカの企業。一般的にジェネラックとして知られ、名称は Generating と AC から採られた造語。ウィスコンシン州、ウォキショーに本社を置き、同州のオシュコシュ、ジェファーソン、イーグル、ホワイトウォーターに製造拠点を持つ。ジェネラックは、800ワットから9メガワットまでの出力範囲の発電機を製造しており、全米でのシェアは第一位である。

## 歴史
1959年にロベルト・ケルンによって設立され、直ぐにシアーズが設立したクラフツマンブランドとしてのポータブル発電機の生産を開始する。1970年代には、ジェネラックはポータブルおよびレクリエーショナル・ビークル市場で製品を拡大し、1980年代には非常用バックアップ発電システムで商業および産業市場に参入した。
1980年代末には、住宅用、商業用、工業用の発電機を製造し、1989年には初となるガス式自動家庭用非常用発電機を発表した。
1992年、ジェネラックはキャタピラー社の発電機セットのプライベートラベリングを開始する。両社のパートナーシップが深まるにつれ、キャタピラーによるジェネラックの買収の可能性も検討されたが契約が纏まらず破談となった。1996年6月にキャタピラーはプライベートブランド契約を解消することを発表した。これに対し、ジェネラックはウィスコンシン州フェア・ディーラー法（WFDL）、シャーマン反トラスト法、制限的誓約に関するウィスコンシン州の慣習法、イリノイ州の消費者詐欺および欺瞞的ビジネス慣行法に基づいてキャタピラー社を提訴した。この訴えに対し連邦地裁はキャタピラー有利となる判決を下している。その後、アメリカ合衆国第7巡回区控訴裁判所に於いて地裁判決に対し異議を申し立てたが、同裁判所は地裁の判決は妥当であるとしてジェネラックの申し立てを棄却した。ジェネラックは、キャタピラーが供給元を変更する2002年まで一部のトランスファー・スイッチの供給を継続して行っている。
1998年、ジェネラックはポータブル製品部門をビーコングループに売却し、ビーコングループはその後、ブリッグス＆ストラットンに売却した。2007年に売却に関連した非競争契約が満了すると、ジェネラックは2008年にポータブル発電機市場に再参入した。
2006年後半、ジェネラックはニューヨークのCCMPキャピタルに買収される。2009年、CCMPはジェネラックの買収に対して、現金以外の営業権および商号の減損費用として5億8,350万ドルの評価損を計上する。これに伴い2008年9月にアーロン・ジャグドフェルドが社長兼最高経営責任者に就任した。

### ジェネラックの株式公開
2010年2月11日、ジェネラックは、ニューヨーク証券取引所でティッカーシンボル「GNRC」で取引を開始する。新規株式公開により2億2,400万ドルの純収入が得られたが、全て債務の返済に充てられている。